# HD 12139
Désignations
HD 12139, également désignée HR 577, est une étoile géante de la constellation du Bélier. Avec une magnitude apparente visuelle de 5,89, c'est une étoile qui est à peine visible à l'œil nu dans de bonnes conditions. D'après la mesure de sa parallaxe annuelle par le satellite Gaia, elle se situe à environ 351 années-lumière (107,5 parsecs) de la Terre. Elle s'en rapproche avec une vitesse radiale héliocentrique de −2 km/s. Avec une forte probabilité, l'étoile est considérée membre du courant d'Hercule (en).
HD 12139 est une étoile géante rouge vieillissante de type spectral K0III-IV, signifiant qu'elle a épuisé l'hydrogène de son noyau et qu'elle est en expansion. Elle a actuellement 11 fois le rayon du Soleil. Elle est âgée d'environ deux milliards d'années et fait 1,7 fois la masse du Soleil. Elle rayonne 58 fois la luminosité du Soleil et sa température effective est de 4 780 K.
Un compagnon avec une magnitude de 9,36 est situé à une distance angulaire de 199,70″ de l'étoile primaire et à un angle de position de 9°, en date de 2015. On ne sait pas si les deux sont physiquement associés.